# Macromitrium retusum
Macromitrium retusum är en bladmossart som beskrevs av J. D. Hooker och William M. Wilson 1854. Macromitrium retusum ingår i släktet Macromitrium och familjen Orthotrichaceae. Inga underarter finns listade i Catalogue of Life.